# Alosa volgensis
Alosa volgensis е вид лъчеперка от семейство Селдови (Clupeidae). Видът е застрашен от изчезване.

## Разпространение
Разпространен е в Азербайджан, Иран, Казахстан, Русия и Туркменистан.

## Описание
На дължина достигат до 35 cm.